# 8763 Пугнакс
8763 Пугнакс (8763 Pugnax) — астероїд головного поясу, відкритий 26 березня 1971 року.
Тіссеранів параметр щодо Юпітера — 3,356.
Названо на честь птаха брижача (Philomachus pugnax).